# Senka Paleka-Martinović
Senka Paleka-Martinović (Zadar, 2. veljače 1948.) je hrvatska pjesnikinja.

## Životopis
Senka Paleka-Martinović, pjesnikinja, rođena je 2. veljače 1948. godine u Zadru, gdje je završila osnovnu školu i gimnaziju, dok je na Filozofskom fakultetu u Zadru diplomirala hrvatski jezik i književnost. Nakon studija kratko radi kao glumica u Kazalištu lutaka Zadar, a potom kao srednjoškolska profesorica hrvatskog jezika i književnosti u rodnom gradu. Pjesnikinja Senka Paleka-Martinović živi i radi u Zadru.

## Književni rad
Pjesme je počela pisati relativno rano, još kao gimnazijalka. Odmah se ispostavilo, s obzirom na način refleksivno-sugestivnog joj pjevanja, da je zadarsko-mediteransko podneblje iznjedrilo još jedno nadasve darovito pjesničko ime, pa je, tako, već otada, počela sudjelovati na mnogim susretima poezije .... 
Inače, bila je predsjednica Književnoga centra Zadar, koji je, u vrijeme svog trajanja bio zapaženim faktorom izdavaštva u nas uopće, a u okviru kojega je do početka Domovinskog rata (kad se gasi svaka mu djelatnost) ocijenila niz književnih djela. Pjesnikinja je nazočna u svim značajnijim kulturnim, napose književnim zbivanjima u Zadru i regiji, a često je voditelj Kulturnih susreta u atelijeru poznatog slikarskog para Nevenke i Duška Benini. Redovit je član prosudbenih povjerenstava na različnim smotrama, poput Lidrana, Zadarfesta, Zadarskog dječjeg glazbenog festivala i Hrvatskih lutkarskih susreta ...
Senka Paleka-Martinović pjesmama je zastupljena u Panorami mlade hrvatske književnosti, u antologiji Hrvatska poezija o moru, pomorcima i brodovima Luka Paljetka (Dubrovnik, 1990.) i u zborniku Kroz moje oko Marka Vasilja o suvremenim piscima zadarskog književnog kruga (Zadar, 2005.). A svoju je poeziju i objavljivala u raznim novinama i časopisima: Vidik, Zadarska revija, Oko, Bagdala, Most, Forum, Republika, Slobodna Dalmacija, Narodni list i drugdje. O evidentnim pak vrednotama njene poezije afirmativno su, pored ostalih, pisali i hrvatski književnici Zlatan Jakšić, Anđelko Novaković, Momčilo Popadić, Roko Dobra ...

Članica je Društva književnika Hrvatske, ogranak u Zadru.

## Djela
- "Dišem da ne umreš" (Književni centar Zadar, Zadar, 1985.)
- Zbirka pjesama u rukopisu „Adresa ptica“.

Nagrade: Prva nagrada za poeziju na Susretu mladih pjesnika u Čakovcu.